# Спектор Леонід Михайлович
Леонід Михайлович Спектор (нар. 31 грудня 1947, Харків) — український артист цирку, інспектор манежу Харківського державного цирку, заслужений артист України (1997).

## Біографія
Народився 31 грудня 1947 року в Харкові. У 1962 році закінчив 8 класів середньої школи № 25, потім навчався у вечірній школі робітничої молоді № 52. У січні 1963 року розпочав трудову діяльність учнем токаря на Харківському тракторозбиральному заводі самохідних шасі.
У 1965 році почав працювати в Харківському державному цирку електроосвітлювачем, згодом — старшим уніформистом. У 1966 році був призваний до лав Радянської армії, службу проходив у Литві. Після демобілізації у 1969 році повернувся до цирку машиністом сцени.
У 1985 році в складі програми «Російська трійка» під керівництвом народного артиста СРСР Н. Ольховикова гастролював у НДР. У 1988 році брав участь у гастролях радянського цирку у Великій Британії, а в 1991 році — у Німеччині.

## Сім'я
Одружений. Має двох дітей і онуків. Син Андрій Спектор — артист цирку, виступає разом із дружиною Ольгою у номерах з дресированими поні.

## Нагороди
- Заслужений артист України (1997)
- Відмінник Міністерства культури СРСР
- Знак «За вагомий внесок у мистецтво України»